# Carlos Gimeno Valero
Carlos Gimeno Valero (ur. 25 czerwca 2001 w Walencji) – hiszpański tenisista, finalista juniorskiego Wimbledonu 2019 w grze pojedynczej.

## Kariera tenisowa
W karierze wygrał jeden singlowy turniej cyklu ATP Challenger Tour. Ponadto zwyciężył w czterech singlowych turniejach rangi ITF.
W 2019 roku dotarł do finału juniorskiego Wimbledonu w grze pojedynczej. W decydującym meczu przegrał z Shintarō Mochizukim 3:6, 2:6.
W rankingu gry pojedynczej najwyżej był na 260. miejscu (9 sierpnia 2021), a w klasyfikacji gry podwójnej na 1508. pozycji (2 grudnia 2019).

### Zwycięstwa w turniejach ATP Challenger Tour w grze pojedynczej
| Końcowy wynik | Nr | Data         | Turniej | Nawierzchnia | Przeciwnik       | Wynik finału |
| ------------- | -- | ------------ | ------- | ------------ | ---------------- | ------------ |
| Zwycięzca     | 1. | 7 marca 2021 | Telde   | Ceglana      | Kimmer Coppejans | 6:4, 6:2     |

### Finały juniorskich turniejów wielkoszlemowych w grze pojedynczej (0-1)
| Końcowy wynik | Nr | Data          | Turniej           | Nawierzchnia | Przeciwnik         | Wynik finału |
| ------------- | -- | ------------- | ----------------- | ------------ | ------------------ | ------------ |
| Finalista     | 1. | 14 lipca 2019 | Wimbledon, Londyn | Trawiasta    | Shintarō Mochizuki | 3:6, 2:6     |